# Czapka Frygijska
Czapka Frygijska, właściwie Warszawska Grupa Plastyków „Czapka Frygijska” – stowarzyszenie artystów sympatyzujących z ideami komunistycznymi, działające w latach 1934–1938, założone z inicjatywy Komunistycznej Partii Polski. Członkowie grupy postulowali sztukę zaangażowaną i agitacyjną, posługiwali się konwencją realistyczną, odrzucając zdobycze awangardy. Zorganizowali dwie wystawy zbiorowe – w Warszawie w roku 1936 oraz w Krakowie w 1937. Piętnowali w swoich dziełach wyzysk burżuazji, ukazując niedolę klasy robotniczej. Poruszali takie tematy jak: bezrobocie, bieda, strajki robotnicze, praca fizyczna itp.
Impulsem stała się Wystawa Sztuki Sowieckiej otwarta w Instytucie Propagandy Sztuki w Warszawie 4 marca 1933 roku.
Członkami ugrupowania byli m.in.: Mieczysław Berman (współzałożyciel), Franciszek Bartoszek (współzałożyciel), Zygmunt Bobowski, Franciszek Stanisław Parecki, Helena Krajewska, Juliusz Krajewski, Kazimierz Gede, Ichiel Tynowicki, Chaim Hanft, J. Herman, I. Perel, H. Szerer.
Niektórzy członkowie Czapki Frygijskiej przypłacili życiem swoje lewicowe przekonania: Kazimierz Gede (ur. 1909) zginął walcząc w Hiszpanii w roku 1937. Franciszek Bartoszek (ur. 1910) i Zygmunt Bobowski (ur. 1902) zginęli razem jako oficerowie Gwardii Ludowej 15 maja 1943 biorąc udział w akcji bojowej. 